# Полюс (комплексний аналіз)

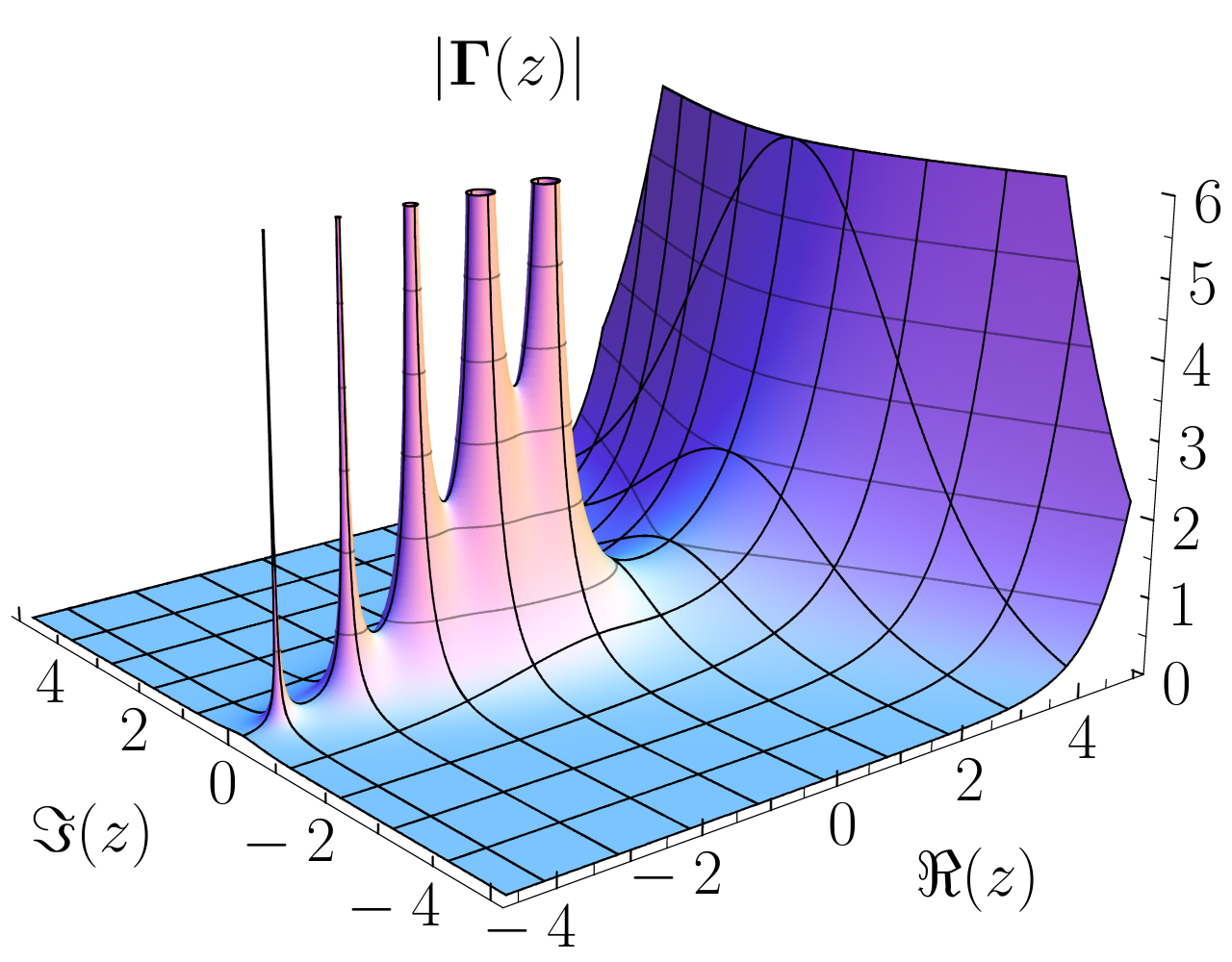
Графік показує абсолютну величину гамма-функції. Видно, що функція стає нескінченою в полюсах ліворуч. Праворуч гамма-функція не має полюсів, вона просто швидко зростає

Ізольована особлива точка {\displaystyle z_{0}} називається полюсом функції {\displaystyle f(z)}, якщо в розкладанні цієї функції в ряд Лорана в проколотому околі точки {\displaystyle z_{0}} головна частина містить скінчене число відмінних від нуля членів, тобто 
{\displaystyle f(z)=\sum _{k=-\infty }^{\infty }{f_{k}}(z-z_{0})^{k}=P(z)+f_{-n}(z-z_{0})^{-n}+\ldots +f_{-1}(z-z_{0})^{-1}}, де {\displaystyle P(z)} - правильна частина ряду Лорана.
Якщо {\displaystyle f_{-n}\neq \ 0}, то {\displaystyle z_{0}} називається полюсом порядку {\displaystyle n}. Якщо {\displaystyle n=1}, то полюс називається простим.

## Критерії визначення полюса
1. Точка {\displaystyle z_{0}} є полюсом тоді, і тільки тоді, коли {\displaystyle \lim _{z\to {z_{0}}}f(z)=\infty }.
2. Точка {\displaystyle z_{0}} є полюсом порядку {\displaystyle k} тоді і тільки тоді, коли {\displaystyle \lim _{z\to {z_{0}}}f(z)(z-z_{0})^{k-1}=\infty }, а {\displaystyle \lim _{z\to {z_{0}}}f(z)(z-z_{0})^{k}\neq \infty }.
3. Точка {\displaystyle z_{0}} є полюсом порядку {\displaystyle k} тоді і тільки тоді, коли вона є для функції {\displaystyle F(z)={\frac {1}{f(z)}}} нулем порядку {\displaystyle k}.